# Actinodaphne stenophylla
Actinodaphne stenophylla är en lagerväxtart som beskrevs av Thw.. Actinodaphne stenophylla ingår i släktet Actinodaphne och familjen lagerväxter. Inga underarter finns listade i Catalogue of Life.